# Love Addict (film)
Pour les articles homonymes, voir Love Addict.
Pour plus de détails, voir Fiche technique et Distribution.
Love Addict est un film français réalisé par Frank Bellocq et sorti en 2018.

## Synopsis
Gabriel est un « love addict », un amoureux compulsif des femmes. Mais cette addiction agit de manière très négative sur sa vie sociale et professionnelle. Il décide alors d'avoir recourt aux services d’une agence de Minder. Il rencontre alors son coach personnel, Marie-Zoé. Avec ses méthodes atypiques, elle va tenter de résoudre les problèmes de Gabriel.

## Fiche technique
Sauf indication contraire, les informations mentionnées dans cette section peuvent être confirmées par la base de données cinématographiques IMDb,  présente dans la section « Liens externes ».
- Titre original : Love Addict
- Réalisation : Frank Bellocq
- Scénario : Yaël Cojot-Goldberg, Daive Cohen et Frank Bellocq
- Décors : Antoine Dore
- Costumes : Nadia Chmilevsky
- Photographie : Thierry Arbogast
- Montage : Antoine Vareille
- Musique : Julien Cohen
- Production : Samuel Hadida et Victor Hadida
- Sociétés de production : My Family, Davis Films
- SOFICA : Sofitvciné 5
- Société de distribution : Metropolitan Filmexport (France)
- Pays d'origine :  France
- Langue originale : français
- Format : couleur
- Genre : comédie
- Durée : 93 minutes
- Dates de sortie[1] :
  - France : 17 mars 2018 (première)[2] ; 18 avril 2018 (sortie nationale)
  - Belgique : 9 mai 2018

## Distribution
- Kev Adams : Gabriel
- Mélanie Bernier : Marie-Zoé
- Marc Lavoine : Joe, l'oncle de Gabriel
- Sveva Alviti : Henriette
- Michael Madsen : M. Dickinson
- Stéphane Debac : Gérald
- Claude Perron : Régine
- Julie Gayet : Martha
- Guy Lecluyse : le médecin
- Eric Naggar : M. Debreuil
- Valérie Baurens : Mme Mallarmé
- Jérôme Niel : Rémy
- Sabine Pakora : femme marabout
- Rebecca Azan : Sophie
- Paloma Coquant : Cécile
- Pétronille Moss : Nadège Lemoine
- Maxime Gasteuil : Benoît
- Ava Baya : la blogueuse (cri)
- Clémence Faure : Karine la pyromane

## Accueil

### Box office
Le film sort le 18 avril 2018 dans 503 salles et ne réalise que 77 259 entrées. En une semaine, il ne cumule que 248 024 entrées. Il termine sa carrière en salles après 11 semaines, mais ne parvient pas à passer les sept cent mille entrées : 698 268 spectateurs.
Il rapporte seulement 5,5 M€ pour un budget de 9,1 M€, malgré Kev Adams et Marc Lavoine en têtes d'affiche et une grosse promotion.

## Analyse